# Young Americans
Young Americans deveti je studijski album britanskog glazbenika Davida Bowieja. Diskografska kuća RCA Records objavila ga je 7. ožujka 1975. godine. Uradak je označio odmak od žanra glam rocka prisutnog na prethodnim Bowiejevim albumima i prikazuje njegovo zanimanje za žanrove kao što su soul i R&B. Bowie je glazbeni stil albuma kasnije nazvao "plastičnim soulom" i komentirao da ga čine "zdrobljeni ostatci etničke glazbe u doba muzak rocka koju je napisao i pjevao bijeli Britanac".
Izvorno snimanje albuma odvijalo se u Philadelphiji, a u njemu su uz Bowieja sudjelovali producent Tony Visconti i razni glazbenici, među kojima su gitarist Carlos Alomar, koji je kasnije postao jedan od glazbenika s kojim je Bowie najviše surađivao, i pjevač Luther Vandross. Bowieja je nadahnuo zvuk "lokalnih plesnih dvorana", u kojima su prevladavali "sočni žičani instrumenti, klizni šapati činela s pedalom i otmjeni R&B ritmovi Philadelphia soula". Kasnija snimanja odvijala su se u New Yorku, kad je albumu doprinio i John Lennon.
Bowie je jedan od prvih tadašnjih britanskih pop-glazbenika koji se otvoreno počeo baviti crnačkim glazbenim stilovima. Uradak je bio veoma uspješan u Sjedinjenim Državama; pojavio se u prvih deset mjesta ljestvice Billboard 200, dok se pjesma "Fame" našla na prvom mjestu iste godine kad je objavljen album. Uglavnom je dobio pozitivne kritike. Otada je reizdan u više navrata, a 2016. je remasteriran radi uvrštavanja u box set Who Can I Be Now? (1974–1976).

## Pozadina i snimanje
Snimanje Young Americansa započelo je 11. kolovoza 1974. i odvijalo se tijekom stanki u turneji Diamond Dogs Tour. Snimanje, kojim je rukovodio Tony Visconti, odvijalo se uglavnom u Sigma Sound Studiosu u Philadelphiji. Već početkom snimanja dogovoreno je da će svaka pjesma u cijelosti biti snimljena uživo, s cijelim sastavom i Bowiejevim vokalima, koliko god to bude moguće. Prema Viscontijevim riječima album sadrži "oko 85 % Davida Bowieja 'uživo'".
Kako bi stvorio autentičniji prizvuk soula, Bowie je za rad na albumu angažirao glazbenike koji su se bavili funkom i soulom, među kojima su bili Luther Vandross i Andy Newmark, bubnjar sastava Sly and the Family Stone. Na tom je uratku Bowie također prvi put surađivao s gitaristom Carlosom Alomarom, s kojim će kasnije raditi više od 30 godina.
Pjesma "Young Americans", za koju je Bowie rekao da govori o "neprilici u koje je upao par koji je tek stupio u brak", snimljena je u samo dva dana. David Sanborn, u to vrijeme studijski glazbenik, na njoj svira saksofon.
Snimanje u Sigma Soundu trajalo je do studenog 1974. godine. Snimanje je privuklo pozornost lokalnih obožavatelja, koji su u vrijeme snimanja počeli čekati izvan studija. Bowie se povezao s tim obožavateljima i kasnije ih nazvao "Sigma Kids" ("Sigma-djeca"). Posljednjeg dana snimanja Sigma-djeca pozvana su u studio kako bi čula neobrađene inačice novih pjesama.
"Fascination" i "Win" snimljene su u prosincu 1974. godine u Record Plantu u New York Cityju. Visconti se potom vratio u London kako bi počeo miksati album, a Bowie je ostao u New Yorku. Bowie je iskoristio tu situaciju da kriomice u siječnju 1975. počne snimati s Johnom Lennonom; s njima je kao koproducent surađivao tonski majstor Harry Maslin. "Across the Universe" i "Fame", pjesme kojima je doprinio Lennon, snimljene su u Electric Lady Studiosu u New Yorku u siječnju 1975. godine. Uvrštene su na album umjesto prethodno snimljenih skladbi "Who Can I Be Now" i "It's Gonna Be Me", koje su kasnije objavljene kao bonus pjesme na reizdanjima albuma. Gitarski rif za "Fame", koji je osmislio Alomar, utemeljen je na njegovu aranžmanu za pjesmu "Foot Stompin'" doo-wop sastava the Flairs. Bowie je razmišljao o različitim nazivima za album, a među njima bili su Somebody Up There Likes Me, One Damned Song, The Gouster i Fascination.

## Naslovnica
Bowie je izvorno želio da naslovnicu izradi Norman Rockwell, ali je povukao ponudu kad je čuo da bi Rockwellu bilo potrebno barem šest mjeseci da dovrši taj posao. Naslovnicu albuma na koncu je u Los Angelesu 30. kolovoza 1974. godine izradio Eric Stephen Jacobs. Bowieja je u izradi naslovne fotografije nadahnula naslovnica primjerka časopisa After Dark, na kojoj se nalazila Jacobsova fotografija Toni Basil, tadašnje Bowiejeve koreografkinje.

## Recenzije
U onovremenoj recenziji za The Village Voice Robert Christgau opisao je album "gotovo potpunim promašajem" i izjavio: "Iako je spoj rocka i Philly soula toliko tanak da je zanimljiv, prilično teško pada Davidovu glasu, koji je još slabiji". Međutim, pohvalio je Bowiejevu obnovljenu "volju da riskira promašaj" nakon objave Diamond Dogsa i David Livea, koje je Christgau smatrao razočaravajućim. Rolling Stoneov Jon Landau pohvalio je naslovnu skladbu i izjavio da "ostatak albuma zvuči najbolje kad Bowie spoji svoje obnovljeno zanimanje za soul sa svojim poznavanjem engleskog popa, a ne kad se potpuno posvećuje jednom od tih dvaju žanrova."
U retrospektivnoj je recenziji AllMusicov recenzent Stephen Thomas Erlewine napisao da je Young Americans "zabavniji kao stilska avantura nego kao zaseban uradak." Douglas Wolk iz Pitchforka smatra ga "ponajviše prijelaznim albumom"; izjavio je: "Nije toliko izvanredno teatralan kao Diamond Dogs niti je toliko odvažan kao Station to Station; katkad se čini kao proizvod glazbenika koji se prilično trudi pokazati koliko je nepredvidljiv." Međutim, Wolk je pohvalio Bowieja na temelju toga što, "iako je već bilo nekoliko disco-uspješnica na ljestvicama pop-glazbe, ni jedan drugi afirmirani rock-glazbenik nije prije pokušao nešto slično."
Godine 2013. NME je uvrstio album na 175. mjesto popisa 500 najboljih albuma svih vremena. Uradak je također spomenut u knjizi 1001 album koji morate čuti prije nego što umrete.

## Reizdanja
Album je u formatu CD-a prvi put objavila RCA 1984. godine, dok su ga sedam godina kasnije Rykodisc i EMI također objavili na CD-u, ali uz tri bonus skladbe. EMI-jevo reizdanje albuma iz 1999. sadrži digitalno remasterirane pjesme, ali ne i dodatne skladbe. U reizdanju objavljenom 2007. godine, poznatom kao "posebno izdanje", nalazi se i DVD s pjesmama miksanima u formatu 5.1 surround i videosnimkama iz televizijske emisije The Dick Cavett Show. Godine 2016. album je ponovno remasteriran radi uvrštavanja u box set Who Can I Be Now? (1974–1976); u tom se setu nalazi i ranija, neobrađenija inačica albuma pod imenom The Gouster. Objavljen je na CD-u, u vinilnoj inačici i digitalnom obliku – kao dio te kompilacije i zasebno.
Na reizdanjima iz 1991. i 2007. nalaze se bonus pjesme "Who Can I Be Now?", "John, I'm Only Dancing (Again)" i "It's Gonna Be Me"; potonja je skladba na reizdanju iz 2007. objavljena u alternativnom obliku s gudačkim glazbalima.
Na reizdanju iz 1991. izvorne inačice pjesama "Win", "Fascination" i "Right" zamijenjene su alternativnim miksevima, no na kasnijim reizdanjima ponovno se nalaze izvorni miksevi. Još jedna odbačena pjesma, "After Today", pojavila se u box setu Sound + Vision iz 1989., kao i alternativni miks pjesme "Fascination".

## Popis pjesama
Tekstovi i glazba: David Bowie, osim gdje piše drugačije. 
| 1. | »Young Americans« |                        | 5:11 |
| 2. | »Win«             |                        | 4:44 |
| 3. | »Fascination«     | Bowie, Luther Vandross | 5:45 |
| 4. | »Right«           |                        | 4:15 |

| Strana B | Strana B                     | Strana B                     | Strana B | Strana B | Strana B | Strana B | Strana B | Strana B | Strana B |
| Br.      | Skladba                      | Autor                        | Trajanje |          |          |          |          |          |          |
| -------- | ---------------------------- | ---------------------------- | -------- | -------- | -------- | -------- | -------- | -------- | -------- |
| 1.       | »Somebody Up There Likes Me« |                              | 6:36     |          |          |          |          |          |          |
| 2.       | »Across the Universe«        | John Lennon, Paul McCartney  | 4:29     |          |          |          |          |          |          |
| 3.       | »Can You Hear Me?«           |                              | 5:03     |          |          |          |          |          |          |
| 4.       | »Fame«                       | Bowie, Carlos Alomar, Lennon | 4:16     |          |          |          |          |          |          |
| 40:13    |                              |                              |          |          |          |          |          |          |          |

| Bonus skladbe s inačice na CD-u iz 1991. godine | Bonus skladbe s inačice na CD-u iz 1991. godine                       | Bonus skladbe s inačice na CD-u iz 1991. godine | Bonus skladbe s inačice na CD-u iz 1991. godine | Bonus skladbe s inačice na CD-u iz 1991. godine | Bonus skladbe s inačice na CD-u iz 1991. godine | Bonus skladbe s inačice na CD-u iz 1991. godine | Bonus skladbe s inačice na CD-u iz 1991. godine | Bonus skladbe s inačice na CD-u iz 1991. godine | Bonus skladbe s inačice na CD-u iz 1991. godine |
| Br.                                             | Skladba                                                               | Trajanje                                        |                                                 |                                                 |                                                 |                                                 |                                                 |                                                 |                                                 |
| ----------------------------------------------- | --------------------------------------------------------------------- | ----------------------------------------------- | ----------------------------------------------- | ----------------------------------------------- | ----------------------------------------------- | ----------------------------------------------- | ----------------------------------------------- | ----------------------------------------------- | ----------------------------------------------- |
| 9.                                              | »Who Can I Be Now?« (prethodno neobjavljena skladba iz 1974.)         | 4:36                                            |                                                 |                                                 |                                                 |                                                 |                                                 |                                                 |                                                 |
| 10.                                             | »It's Gonna Be Me« (prethodno neobjavljena skladba iz 1974.)          | 6:27                                            |                                                 |                                                 |                                                 |                                                 |                                                 |                                                 |                                                 |
| 11.                                             | »John, I'm Only Dancing (Again)« (A-strana na singlu iz 1974. godine) | 6:57                                            |                                                 |                                                 |                                                 |                                                 |                                                 |                                                 |                                                 |
| 58:06                                           |                                                                       |                                                 |                                                 |                                                 |                                                 |                                                 |                                                 |                                                 |                                                 |

## Zasluge
| David Bowie - David Bowie – vokali, gitara, klavijature; aranžman (na svim pjesmama osim "Win"); produkcija i miksanje (na pjesmama "Across the Universe", "Can You Hear Me?" i "Fame") Ostalo osoblje - Harry Maslin – produkcija i miksanje (osim na pjesmi "Young Americans"); tonska obrada - Carl Parulow – tonska obrada (osim na pjesmama "Across the Universe" i "Fame") - Eddie Kramer – tonska obrada (na pjesmama "Somebody Up There Likes Me" i "Fame") - Eric Stephen Jacobs – fotografija, naslovnica | Dodatni glazbenici - Carlos Alomar – gitara - Mike Garson – klavir - David Sanborn – saksofon - Willie Weeks – bas-gitara (osim na pjesmama "Across the Universe" i "Fame") - Andy Newmark – bubnjevi (osim na pjesmama "Across the Universe" i "Fame") - Earl Slick – gitara - Tony Visconti – aranžman (pjesme "Win"); produkcija i miksanje (osim na pjesmama "Across the Universe", "Can You Hear Me?" i "Fame") - Larry Washington – conga-bubnjevi - Pablo Rosario – udaraljke (na pjesmama "Across the Universe" i "Fame") - Ava Cherry – prateći vokali - Robin Clark – prateći vokali - Luther Vandross – prateći vokali, vokalni aranžmani - John Lennon – vokali, gitara; prateći vokali (na pjesmama "Across the Universe" i "Fame") - Emir Ksasan – bas-gitara (na pjesmama "Across the Universe" i "Fame") - Dennis Davis – bubnjevi (na pjesmama "Across the Universe" i "Fame") - Ralph MacDonald – udaraljke (na pjesmama "Across the Universe" i "Fame") - Jean Fineberg – prateći vokali (na pjesmama "Across the Universe" i "Fame") - Jean Millington – prateći vokali (na pjesmama "Across the Universe" i "Fame") |

## Ljestvice
| Ljestvica (1975.)      | Najviša pozicija |
| ---------------------- | ---------------- |
| Australija             | 9                |
| Francuska              | 12               |
| Japan                  | 82               |
| Kanada                 | 17               |
| Norveška               | 13               |
| Novi Zeland            | 3                |
| SAD (Billboard 200)    | 9                |
| Švedska                | 5                |
| Ujedinjeno Kraljevstvo | 2                |